# Luc De Bruyckere
Luc De Bruyckere (Gent, 2 november 1945) is een Belgisch ondernemer.

## Biografie

### Studies
De Bruyckere volgde zijn humaniora aan het St-Lievenscollege in Gent. Hij zette zijn studies verder als onderwijzer aan de Rijksnormaalschool en als licentiaat bedrijfspsychologie aan de Universiteit Gent. Hij volgde ook een MBA/PUB en later het Advanced Management Program aan de Vlerick Business School en een postgraduaat Marketing aan de Universiteit Antwerpen.
De Bruyckere is getrouwd en heeft twee kinderen.

### Ter Beke
De Bruyckere was 41 jaar actief bij de verse voedingsgroep Ter Beke in het Oost-Vlaamse Waarschoot, waar hij van 1971 tot 2012 de leiding had. Daar bouwde hij de familiale onderneming van Daniël Coopman en Edith De Baedts uit tot een beursgenoteerd bedrijf met een omzet van nagenoeg € 400 miljoen. In 2007 beëindigde hij er de operationele leiding als CEO en werd nadien uitvoerend voorzitter van de raad van bestuur. In Ter Beke werken in 2012 1800 medewerkers verspreid over negen vestigingen. Ter Beke en Luc De Bruyckere worden in Vlaanderen in een adem genoemd. In 2012 werd hij bij Ter Beke - als voorzitter - opgevolgd door Louis Verbeke.

### Bestuursmandaten
De Bruyckere is stichtend voorzitter van TAJO, Talentatelier voor kansarme Jongeren in Gent, gewezen voorzitter van Community Gent, gewezen voorzitter van de Stichting Jef Geeraerts, bestuurder van ORSI Academy, gewezen voorzitter van de Family Business Award (EY, Guberna,FBNet) en was eerder bestuurder van de Vlerick Business School, voorzitter van de Group Joos, voorzitter van de autoconcessiegroep ACG, Volvo, Maserati, Polestar, Jaguar, Land Rover, van zijn zoon Tom, bestuurder en voorzitter van de board of trustees van GUBERNA, voorzitter van Lecot-Raedschelders en bestuurder bij onder andere de Universiteit Gent, Export Vlaanderen (FIT), Neuhaus, Distrigas, Recticel, Sioen, Picanol, Spector, voorzitter Streekplatform Meetjesland.
Van 2005 tot 2009 was De Bruyckere ondervoorzitter van het Verbond van Belgische Ondernemingen (VBO).

### Voka
Luc De Bruyckere was van 2009 tot 2012 voorzitter van Voka (Vlaams Netwerk van Ondernemingen). Een vereniging die 18.000 Vlaamse bedrijven groepeert en ontstaan is in 2004 door de integratie van het toenmalige VEV met de Kamers voor Handel en Nijverheid. De Bruyckere was een van de voornaamste architecten van deze integratie. Hij volgde er Urbain Vandeurzen op, oprichter van het Leuvense technologiebedrijf LMS International. In 2012 werd hij bij Voka opgevolgd door Michel Delbaere, oprichter van Crop's.

## Onderscheidingen
De Bruyckere werd tijdens zijn loopbaan bekroond met de titels van Vlaamse Leadership Award 2007, Manager van het Jaar 1986, GAP Life Time Achievement Award UGent 2012 en Commandeur in de Leopoldsorde. In 2020 ontving hij de Legend & Leaders Award van VOKA Oost-Vlaanderen.